# ヨハネス・ラウレス
ヨハネス・ラウレス（ドイツ語: Johannes Laures、1891年11月21日 - 1959年8月3日）は、ドイツ出身の、日本で活動した歴史学者、経済学者、宣教師。

## 経歴
1891年、ドイツ・フレリンゲンに生まれる。1906年にプリュムのギムナジウムに入学。1913年にはイエズス会に入会し、第一次世界大戦では西部戦線の傷病兵看護に当たった。終戦後オランダで哲学及び神学を修め、1923年司祭叙階。のちアメリカに渡ってウッドストック大学やコロンビア大学などで哲学・神学とともに経済学を学び、コロンビア大学で博士号を取得。その後ベルリン大学でヴェルナー・ゾンバルトに師事し、さらに日本語と日本文化を学んだ。
1928年に来日し、上智大学経済学部教授となり、経済学を講じたが、のちにキリシタン研究に転じた。同大学内に北京ペイタン教会図書館文献やマニラ聖トマス大学図書館文献などを集めて「キリシタン文庫」を設立。1942年、同大学文学部に史学科が創設されると学科長に就任した。1957年、キリシタン文献目録「吉利支丹文庫」を完成させた。高山右近の列福運動にも尽力した。腸癌のため入院先の聖母病院で死去。
政治的には、共産主義に批判的な立場をとった。

## 著書（日本語のもの）
- 『ロシアに於ける共産主義と其実相』カトリツク思想・科学研究所 1932
- 『カトリック的社会観』ヨハンネス・ラウレス 上智大学 1933
- 『スコラ学派の貨幣論』ヨハンネス・ラウレス 崎村茂樹訳 有斐閣 1937
- 『きりしたん史入門』松田毅一訳 エンデルレ書店 1947
- 『社会問題論考』ドン・ボスコ社 1947
- 『マルキシズム批判』中央出版社 1947
- 『織田信長とキリスト教』松田毅一訳 中央出版社 1947
- 『きりしたん大名』山辺二郎訳 弘文堂 アテネ文庫 1948
- 『聖フランシスコ・サヴイエルの生涯』エンデルレ書店 1948
- 『高山右近の生涯 日本初期基督教史』松田毅一訳 エンデルレ書店 1948
- 『近畿初期基督教史』ドンボスコ社 1948
- 『日本に来た聖ザビエル』翰林書院 1949
- 『高山右近の研究と史料』松田毅一訳 六興出版社 1949
- 『キリスト教的ヨーロッパ史』長寿吉編訳 中央出版社 1954
- 『キリスト教的ヨーロッパ史 附録』長寿吉編訳 中央出版社 1955
- 『日本カトリック教会史』中央出版社 1956
- 『キリストの教会の歴史』中央出版社 1958
- 『上智大学吉利支丹文庫』臨川書店 1985
- 『高山右近の生涯 日本初期キリスト教史』溝部脩監修,やなぎやけいこ現代語訳 聖母の騎士社 (聖母文庫)2016

### 共著
- 『聖サビエルの灯』白鳥芳郎共著 翰林書院 ブルー・リボン・ブツクス 1949